# Sebastián Padrón Acosta
Sebastián Padrón Acosta (Puerto de la Cruz, 1900 - Santa Cruz de Tenerife, 1953), sacerdote, escritor, crítico literario e historiador español.

## Biografía
En 1913 ingresó en el Seminario de La Laguna. Se ordenó sacerdote en 1926 y recibió el presbiterado en 1928. Estudió derecho en la Universidad de La Laguna. Luego se instaló en Santa Úrsula y finalmente en Santa Cruz de Tenerife, consagrado a trabajos de erudición. Fue un habitual colaborador en la prensa canaria, sobre todo en los periódicos La Prensa y La Tarde . Como historiador de la literatura canaria se le deben los importantes estudios Poetas canarios de los siglos XIX y XX, Retablo canario del siglo XIX, La descendencia lírica de Espronceda en Tenerife, Cien sonetos de autores canarios y El teatro en Canarias.

## Biografía ampliada
Nace en el Puerto de la Cruz en el popular barrio de Las Cabezas, en la casa número 36, el 31 de julio de 1900. Fueron sus padres Luis Padrón Hernández y Victoria Acosta Álvarez.
En el año 1908 ya vivía en la casa de la calle Esquivel que fuera de su abuelo Sebastián Padrón Fernández. Posteriormente pasa a vivir a Santa Úrsula, por traslado de su padre a trabajar de secretario del ayuntamiento. Allí pasa la mayor parte de su adolescencia y se enamora de una bella muchacha, Arcadia Montes de Oca y Padrón, hija del Cronista Francisco Pedro Montes de Oca y García, que da origen al amor y al desamor, lo que le ocasiona escribir una novela “la moza de Chimaque” 1947.
En 1913 ingresó en el Seminario de La Laguna. Se ordenó sacerdote en 1926 y recibió el presbiterado en 1928. Estudió derecho en la Universidad de La Laguna. Como historiador de la literatura canaria se le deben los importantes estudios Poetas canarios de los siglos XIX y XX, Retablo canario del siglo XIX, La descendencia lírica de Espronceda en Tenerife, Cien sonetos de autores canarios y El teatro en Canarias.
También vive en la esperanza, Fuenteventura y la gomera. En el año 1914 en el seminario de Tenerife, permaneciendo 12 años y estudiando la carrera eclesiástica. Estudia bachiller en el instituto de la laguna obteniendo el título en el año 1932. En ese año se matricula en la universidad de la laguna, en derecho. En el año 1927 a pesar de su evidente falta de vocación sacerdotal según Sebastián de la Nuez, fue ordenado sub. Diácono en la iglesia Matriz de su pueblo natal.
Sebastián Padrón Acosta es autor de una extensa obra, en su mayoría desperdigada aun por periódicos y revistas isleñas de su época, que significan un verdadero testimonio de amor y dedicación a la investigación sobre la cultura literaria isleña. Sacerdote y colaborador habitual en rotativos como La Prensa y La Tarde, entre las obras de Padrón Acosta figuran Poetas canarios de los siglos XIX y XX, Retablo canario del siglo XIX, La descendencia lírica de Espronceda en Tenerife, Cien sonetos de autores canarios y El teatro en Canarias.
El escritor y crítico literario Padrón Acosta reúne 35 breves biografías de escritores, artistas, científicos y periodistas isleños que contribuyen a un interesante retrato de la sociedad canaria decimonónica. En los años 50 a 70 del pasado siglo XX, el Aula de Cultura del Cabildo de Tenerife desarrolló una intensa labor editorial, con la colaboración directa de relevantes figuras de la cultura y de la Universidad. 
La mayoría de los títulos publicados entonces, que incluyeron ensayo, poesía, historiografía, crítica literaria y traducciones, se encuentran hoy agotados. La colección Rescate pone de nuevo en circulación un conjunto de obras indispensables para recuperar autores injustamente olvidados.
El ensayista y crítico literario Padrón Acosta analiza el teatro sacro y profano cultivado en las Islas hasta principios del siglo XX. Durante siglos la vida económica y política de Tenerife giró alrededor del norte de la isla que vivió una intensa actividad cultural. El norte tinerfeño, y en particular el Puerto de la Cruz, fue puerta de entrada marítima de movimientos culturales que, como la Ilustración, supusieron un fecundo impacto en la isla y en el resto del Archipiélago.
La colección Voces del Valle rescata las obras de narradores, poetas y ensayistas del norte isleño que, a lo largo de la historia, han contribuido relevantemente a modelar la sensibilidad cultural de las islas y a conectarla con la dinámica de la creación literaria de Europa y América.
Las principales obras de Sebastián Padrón Acosta esta recopiladas en artículos de revistas; El romanticismo de Lentini, El ingeniero canario Don Agustín de Betancourt Molina (1758-1824), La poesía de don José Tabares Bartlett, El deán don Jerónimo de Róo, La vida del pintor Valentín Sanz, a través de sus cartas (1849-1898), El pintor José Rodríguez de la Oliva (1695-1777), El pintor Juan de Miranda (1723-1805), Los héroes de la derrota de Nelson, La cruz de piedra, El niño poeta Heráclito Tabares (1849-1865), El primer centenario de Ángel Guimerá, En torno a la vida de Rafael Arocha Guillama, La personalidad artística de D. José Rodríguez de la Oliva(1695-1777).
Destacan cien sonetos de autores canarios: 
Escafandra irreal de mi sentido. 
De extinta luz aciaga, tu pareja 
De las formas la pauta he concebido 
Tras el sutil misterio de tu reja. 
En la noche sin rumbos, tu prendido. 
Torero del naufragio de mi queja. 
Diminuto cristal estremecido
Bajo el pórtico negro de mi ceja 
Trompo de luz, que con órbita breve 
Y sin ser astro, con el sol se atreve 
Cauce maravilloso del dolor 
Estrella baja, más, para mi altura.
El año 1921 Sebastián Padrón Acosta, escribió en la Gaceta de Tenerife, y bajo el genérico título de Páginas selectas. Ese año coincidió con la muerte de Tomás Morales, el poeta que mejor ha pintado en verso la mar, y del que dijo Sebastián Padrón Acosta que es de los más excelsos vates españoles y el más grande poeta que ha nacido en las Afortunadas.
En 1922, comienza sus primeras publicaciones colaborando para las hojas dominicales de las parroquias pueblerinas. Artículos literarios en el Heraldo Orotava. Revista historia museo canario de las palmas y en todas las publicaciones de la isla. En 1940 y 1941, se instala con su hermana Pilar en Santa Cruz de Tenerife. En 1943 es elegido miembro del instituto de estudios canarios. 
Son excelentes sus trabajos monográficos sobre pintores y escultores canarios.
- - Rodríguez de la Oliva.- 1943.
- - Fernando Estévez. 1943..
- - El pintor Juan de Miranda, 1948.
- - La vida del pintor Valentín Sanz a través de sus cartas. 1949.
- - Don Luís de la Cruz pintor de cámara de Fernando VII. 1952.
- - Apuntes históricos sobre la parroquia Matriz 1943 1945.
- - Los héroes de la derrota de Nelson. 1948.
- - El deán don Jerónimo de Roo 1950.
- - El ingeniero don Agustín de Betancourt y Molinas. 1951.
- - 4 trabajos sobre Anchieta. 1940.
- - Los poetas románticos. 1940.
- - Las poetisas y el almendro de Patricio Estévanez.
- - El niño poeta Heráclito Tabares 1947.
- - La poesía de don José Tabares Barlet.
- - El romanticismo de Lentini. El doncel de Mondragón 1952.
- - Antologías de la Laguna y su Santísimo Cristo 1943.
- - Antología del Drago. 1946.
- - Cien sonetos autores canarios 1950.
- - El Teide y surco de estrellas 1950.

Trabajos inéditos después de su muerte.
- - Teatro: las fiestas de corpus 1954.
- - Poetas canarios de los siglos XIX y XX.
- - Retablo canario del siglo XX. 1966...
- - El rayo que no cesa en la voz de su amigo Manuel Castañeda.

Sus restos descansan en el cementerio portuense, en un nicho donado por el ayuntamiento que presidiera su amigo don Isidoro luz Carpenter. El amigo portuense hasta la médula, Melecio Hernández, recuerda, aunque muy vagamente, la llegada del féretro al Puerto de la Cruz desde Santa Cruz para su enterramiento en el cementerio de la ciudad natal junto al mar y al Castillo san Felipe. Entonces entre los jóvenes de su generación, no se estimó el trascendental y valioso legado erudito de inspirada prosa y poesía con que dio vida a biografías de poetas, poetas, escritores y pintores, importantes ensayos monográficos: amplia, honesta y fecunda investigación histórica. Crítica y literaria, siempre sobre asuntos canarios. Para los de su edad solo había muerto un cura con fama de vida desordenada o más entendible en el comentario de Sebastián de la Nuez: Desgraciadamente el joven sacerdote se dejó arrastrar, en los primeros años de su estancia en la capital a una vida bohemia incompatible con sus hábitos.
El 18 de octubre de 2003, en el salón de plenos del Ayuntamiento de la capital tinerfeña, se presentaba la vida y la obra de Sebastián Padrón Acosta, recogió con cariño y minucioso orden por su fiel amigo Miguel Melián García, e introducido por el escritor Carlos Pinto Grote. El libro consta de 139 páginas, en la portada luce el retrato del extinto poeta dibujado a plumilla por el autor del mismo: Miguel García, y es a partir de página sesenta y siete cuando cae sobre el lector – como una lluvia de estrellas – la poesía profunda, abarrotada de lirismo, de Padrón Acosta: A la Virgen de Candelaria, Cristo de la Laguna, al Teíde, su poesía va desgranándose con bellas imágenes profundo sentimiento.

## Obra

### Poesía
- Teide
- El surco de las estrellas

### Narrativa
- La moza de Chimaque: novela regional. Santa Cruz de Tenerife: S. Padrón Acosta, 1950.

### Historia y crítica literaria
- El ingeniero Agustín de Bethencourt y Molina La Laguna de Tenerife: Instituto de Estudios Canarios, 1958
- El pintor Juan de Miranda, 1723-1805 (1948)
- El teatro en Canarias: la fiesta del Corpus (1954)
- Poetas canarios de los siglos XIX y XX; edición, prólogo y notas por Sebastián de la Nuez (1966)
- ¿Quién és el autor de las efigies del Bautista existentes en Telde y La Orotava? (1948)
- Retablo canario del siglo XIX; edición por Marcos G. Martínez (1968)
- La descendencia lírica de Espronceda en Tenerife
- Felipe M. Poggi y Borsotto: sus pensamientos, sus trabajos introducción de José Hernández Morán; estudio preliminar de Sebastián Padrón Acosta; compilador Carlos Gaviño de Franchy, Santa Cruz de Tenerife: Ayuntamiento, Organismo Autónomo de Cultura, [etc.], 2004
- Poetas canarios; prólogo Marcial Morera [Santa Cruz de Tenerife]: Editora de Temas Canarios, D.L. 2001
- Domingo J. Manrique: ensayo sobre la poesía del inspirado vate Santa Cruz de Tenerife: Librería Hespérides, [1925?]
- Cien sonetos de autores canarios. Prólogo y adaptación, Marcial Morera; introducción y notas, Sebastián Padrón Acosta Barcelona]: ETC Editora de Temas Canarios, 2001.
- La poesía de don José Tabarés Bartlett. La Laguna de Tenerife: Secretariado de Publicaciones de la Universidad de la Laguna, 1950.